# Inma (Vorname)
Inma ist ein weiblicher Vorname.

## Herkunft und Bedeutung
Der Name wird im Spanischen verwendet und ist die Kurzform von Inmaculada.
Varianten in anderen Sprachen lauten Immaculada/Imma (katalanisch), Immaculata (irisch), Immacolata/Imma (italienisch) und Imaculada (portugiesisch). 

## Bekannte Namensträgerinnen
- Inma Cuesta (* 1980), spanische Schauspielerin
- Inma Galiot (* ≈1980), spanische Jazzmusikerin und Filmkomponistin
- Inma Serrano (* 1968), spanische Liedermacherin und Herausgeberin